# Trathala flava
Trathala flava là một loài tò vò trong họ Ichneumonidae.